# Le squadre
Le squadre è un singolo del rapper e cantautore italiano Dargen D'Amico, pubblicato il 27 gennaio 2017 come primo estratto dal settimo album in studio Variazioni su etichetta discografica Giada Mesi.
Il singolo, come tutto il disco, è stato registrato insieme alla pianista italiana Isabella Turso.

## Video musicale
Il video, diretto da Federico Cangianiello, è stato pubblicato il 2 febbraio 2017 sul canale YouTube dell'artista.

## Tracce
Testi e musiche di Jacopo Matteo Luca D'Amico e Isabella Turso.
1. Le squadre – 3:06